# Машков Олег Альбертович
Оле́г Альбе́ртович Машко́в (* 1952) — український науковець, доктор технічних наук, професор, відмінник освіти, заслужений діяч науки і техніки України.

## Життєпис
Народився 1952 року, 1974-го закінчив Київське вище військове авіаційне інженерне училище — за спеціальністю «автоматичне електро- і приладне обладнання літальних апаратів». 1970 року закінчив там же ад'юнктуру.
1986 року захистив дисертацію кандидата технічних наук, тема «система автоматичного керування орбітальним літаком на етапі повітряного старту з літака-розгонщика». 1990 року присвоєно вчене звання доцента — по кафедрі обчислювальної техніки та автоматики.
1992 року захищає докторську дисертацію, тема «методи побудови функціонально-стійких бортових інформаційно керуючих комплексів багаторазових авіаційно-космічних комплексів».
1993-го присвоюється вчене звання професора кафедри обчислювальної техніки та автоматики.
1995 року обраний віцепрезидентом та дійсним членом (академіком) АКАУ, по відділенню «механіка аерокосмічного польоту».
У 2000—2003 роках керував кафедрою «Бойове забезпечення авіації та застосування космічних систем», 2003-го звілбнився в запас.
2007-го обраний дійсним членом Міжнародної академії навігації і керування рухом (РФ) — за напрямом «механіка аерокосмічного польоту». Від того ж року — член Національного Комітету України з теоретичної та прикладної механіки.
Від 1995 року — віцепрезидент аерокосмічної академії України, академік аерокосмічної академії України.
Є директором комітету «Наука і освіта» Аерокосмічного товариства України.
Заслужений діяч науки і техніки України, відмінник освіти України, нагороджений почесними відзнаками міністерств та відомств, вищих навчальних закладів України, Київського міського голови.